# Phyle versatile
Phyle versatile là một loài bướm đêm trong họ Geometridae.